# Hanafuda
Hanafuda (花札) ("joc de les flors") és un tradicional joc de taula de cartes japonès de fer parelles, que va ser inventat a mitjans del segle xvi. Té 48 cartes que s'agrupen en dotze sèries de quatre cartes; cada sèrie es distingeix per la representació d'una espècie de flor diferent.
Al Japó, les dues baralles populars són: el hanafuda i l'utagaruta ("el joc dels cent poetes").

## Història
Les cartes van ser introduïdes al Japó pels portuguesos a mitjans del segle XVI. La baralla portuguesa constava de 48 cartes, amb quatre pals dividits en 12 pals. Les primeres cobertes de fabricació japonesa fetes durant el període Tenshō (1573–1592) imitaven les cobertes portugueses i es coneixen com Tenshō Karuta. Després que el Japó va tancar tot contacte amb el món occidental el 1633, es van prohibir les cartes estrangeres.
En l'època moderna, el 1889 Nintendo comença fabricant cartes per a hanafuda. La companyia japonesa va obtindre un gran creixement amb aquest joc degut en part a la yakuza, que feia servir la baralla en els casinos il·legals repartits per tot el país. Fins i tot la paraula yakuza (la màfia japonesa) no se'n coneix l'origen, però està estesa la creença que prové de ya (8), ku (9), za (3), ja que 8, 9 i 3, o 20 punts, és la pitjor mà d'aquest joc de cartes.
Més tard, el 1950, la companyia amplia els seus objectius fora del Japó; Hiroshi Yamauchi, el besnet de Fusajiro i futur president de Nintendo, va fer un tracte amb Disney per fabricar cartes hanafuda amb personatges de Disney. Aquestes cartes es van vendre a milions, i li va donar diner suficient a Nintendo com per endinsar-se en altres negocis.

## Cartes
Hi ha 48 cartes en total, dividides en dotze pals, que representen mesos de l'any. Cada pal està designat per una flor i té quatre cartes. Es pot incloure una carta en blanc addicional que serveixi de reemplaçament. A les baralles de Hwatu coreanes, diverses cartes de broma (조커패) atorguen diverses bonificacions.
Les categoritzacions estàndard i els valors de punts per a cada targeta són les següents. Tingueu en compte que alguns jocs canvien els valors de punts o les categoritzacions de les cartes. Per exemple, al joc Hachi-Hachi, totes les cartes de novembre compten com a kasu, i al joc Sakura, els valors de les cartes són diferents.
| Mes      | Flor                                  | Cartes | Imàtges |
| -------- | ------------------------------------- | --- | ------- |
| Gener    | Matsu (松) (Pi)                       | 2 básiques (1 punt), 1 cinta vermella poètica (5 punts) i 1 especial: Grua i sol (20 punts).                                                                                                 |         |
| Febrer   | Ume (梅) (Cirerer en flor)            | 2 bàsiques (1 punt), 1 cinta vermella poètica (5 punts) i 1 especial: Ugüisu (rossinyol japonés) a l'arbre (10 punts).                                                                       |         |
| Març     | Sakura (桜) (Cirerer en flor)         | 2 básiques (1 punt), 1 cinta vermella poètica (5 punts) i 1 especial: Teló (20 punts). |         |
| Abril    | Fuji (藤) (Anglesina)                 | 2 básiques (1 punt), 1 cinta vermella (5 punts) i 1 especial: Hototogüisu (cucut) a l'arbre (10 punts).                                                                                      |         |
| Maig     | Ayame (菖蒲) (Iris, espècie de lliri) | 2 bàsiques(1 punt), 1 cinta vermella (5 punts) i 1 especial: Lliri i pont (10 punts). |         |
| Juny     | Botan (牡丹) (Peonía)                 | 2 bàsiques (1 punt), 1 cinta blava (5 punts) i 1 especial: papallones (10 punts). |         |
| Juliol   | Hagi (萩) (Lespedeza)                 | 2 bàsiques (1 punt), 1 cinta vermella (5 punts) i 1 especial: Senglar (10 punts). |         |
| Agost    | Susuki (薄) (Eulalia japonesa)        | 2 básiques (1 punt), 2 especials: Oques volant (10 punts), lluna plena en cel roig (20 punts).                                                                                               |         |
| Setembre | Kiku (菊) (Crisantem)                 | 2 bàsiques (1 punt), 1 cinta blava (5 punts) i 1 especial: Copa de Sake (10 punts). |         |
| Octubre  | Momiji (紅葉) (Auró)                  | 2 básiques (1 punt), 1 cinta blava (5 punts) i 1 especial: cérvol sita árbre (10 punts). |         |
| Novembre | Yanagi (柳)※1 (Salze)                 | 1 bàsica: Tempesta (1 punt) (que pot ser especial en algún joc), 1 cinta vermella (5 punts) i 2 especials: Oreneta (10 punts) i calígraf amb paragua i granota (home de la pluja, 20 punts). |         |
| Desembre | Kiri (桐)※1 (Paulonia)                | 3 básiques (1 punt, una de color diferent a les demés) i 1 especial: Hō-ō (Fenghuang) (20 punts).                                                                                            |         |